# إعادة استخدام القنينات

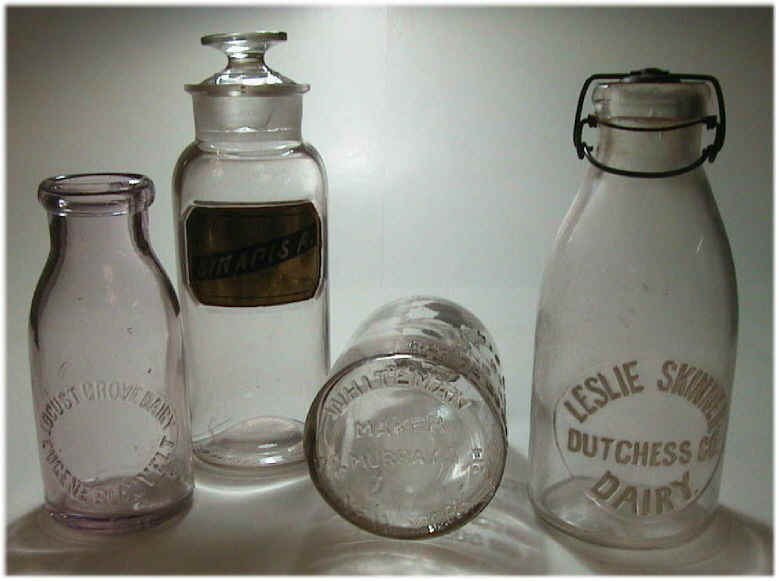
أمثلة على عبوات الحليب الزجاجية القابلة للإرجاع للبائع ـ لأغراض إعادة الاستخدام ـ تعود لأواخر القرن التاسع عشر

الزجاجة القابلة لإعادة الاستخدام هي زجاجة يمكن إعادة استخدامها، كما هو الحال في العبوة الأصلية أوالعبوة بعد استخدامها من قبل المستهلكين. نمت شعبية الزجاجات القابلة لإعادة الاستخدام بين المستهلكين لأسباب تتعلق بالسلامة البيئية والصحية. الجدير بالذكر أن الزجاجات القابلة لإعادة الاستخدام هي أحد الأمثلة على إعادة التعبئة والتغليف.

## نبذة تاريخية

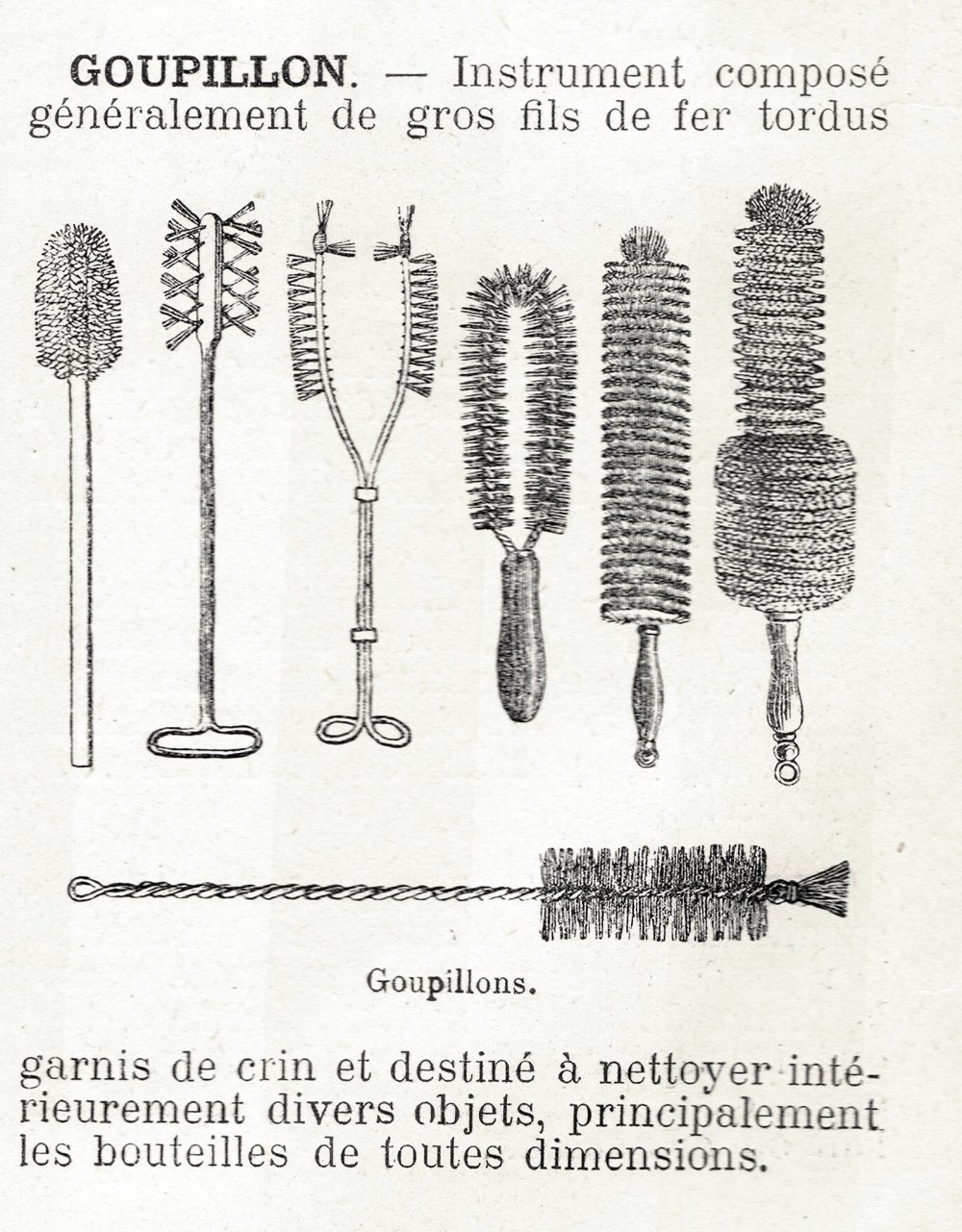
مجموعة متنوعة من فرش التنظيف ، بما في ذلك فرش تنظيف العبوات

غالبًا مايتم إعادت استخدام العبوات المستخدمة سابقا، ليتم إستخدامها مثلا كعبوات جديدة للحليب والماء والبيرة والمشروبات الغازية واللبن وغيرها من الاستخدامات. جرة ميسون، على سبيل المثال، تم تطويرها وإعادة استخدامها لأغراض التعليب في المنزل.
في حالة الزجاجات القابلة للإرجاع، يقوم بائع التجزئة غالبًا بجمع الزجاجات الفارغة أو يقبل الزجاجات الفارغة التي يعيدها العملاء. يتم بعدها تخزين الزجاجات وترتيبها في مجموعة في صناديق قابلة لإعادة الاستخدام، ليتم نقل قنينات الحليب الزجاجية بعدها في صناديق خاصة بعقنينات الحليب التي سيأخذها لاحقا بائع الحيلب. في مصنع التعليب، يتم فحص الزجاجات بحثًا عن أي ضرر ومن ثم يتم تنظيف الزجاجات وتعقيمها وإعادة تعبئتها.
بدءًا من النصف الثاني من القرن العشرين، تم تصميم العديد من قنينات الاستخدام لمرة واحدة، مما ألغى تكلفة التجميع. غالبا يسمح بتصميم قنينات الاستخدام لمرة واحدة في حالة القنينات الزجاجية المصنوعة من زجاج رقيق والعبوات البلاستيكية الأقل كلفه كذلك هو الحال مع علب الألومنيوم.
على الرغم من أن السويد لديها نظام عالي المستوى لإعادة تدوير القنينات الزجاجية منذ عام 1884، وذلك استجابة لتزايد القمامة من نوع ذات الاستخدام الواحد، فقد تم اعتماد قوانين إيداع الحاويات في العديد من البلدان المتقدمة (أحيانًا بواسطة حكومات المقاطعات والبلديات) ابتداءً من السبعينيات. تنص هذه القوانين على وجوب قيام تجار التجزئة بفرض رسوم على أنواع معينة من الحاويات أو على منتجات معينة؛ ثم يُطلب من تجار التجزئة قبول الزجاجات أو العلب الفارغة لإعادة تدويرها واسترداد العربون المؤخوذ سابقا. كما ويتحمل وسط حكومي أي خلل ناتج عن شراء حاويات من أحد متاجر التجزئة ويتم إستبدالها بإخرى، كما يتم إعادة الفوائد المأخوذة على الحاويات الغير مستعادة. غالبًا ما تستخدم آلات البيع العكسية لإتمام هذه العملية. حيث تقوم الأجهزة بمسح شفرة الخطوط العمودية( الباركود) من العلب والزجاجات للتحقق من دفع العربون أو تمزيقها أو سحقها للتخزين المضغوط، واستغناء النقود أو القسائم التي يمكن استردادها في سجلات تسجيل الخروج من المتجر.
في ألمانيا، تتوفر علب زجاجية أو بلاستيكية قابلة لإعادة الاستخدام للعديد من المشروبات، خصوصا للبيرة والمياه الغازية وكذلك المشروبات الغازية (Mehrwegflaschen). حيث يتراوح العربون المقدم لكل زجاجة (Pfand) بين 0.08 يورو و 0.15 يورو، مقارنة بـ 0.25 يورو للزجاجات البلاستيكية القابلة لإعادة التدوير ولكنها غيرقابلة لإعادة الاستخدام. كما لا يوجد عربون مقدم للزجاجات التي لا يتم إعادة تعبأتها.
في عام 2019، أعلنت TerraCycle عن برنامج صندوق اشتراك يسمى Loop ، والذي سيقوم بتوزيع المواد الغذائية والمنظفات المنزلية ومنتجات العناية الشخصية في علب بلاستيكية ومعدنية قابلة لإعادة الاستخدام والتي يتوقع إعادتها إلى الشركة حين فراغا لإعادة إستخدامها. 

## العواقب البيئية

التسلسل الهرمي للنفايات

غالبًا ما يُعتقد أن إعادة استخدام القنينات يمثل خطوة جيدة نحو
استدامة عملية إعادة التغليف والتعبئة.وكما يلاحظ من الشكل أعلاه أن إعادة الاستخدام تتربع قمة التسلسل الهرمي للنفايات.كذلك عند استخدام العلبة عدة مرات يقلل ذلك من المواد المستلزمة لصنع علبة لكل استخدام أو يقلل من المواد المطلوبة لكل دورة تعبئة.
تتداخل العديد من العوامل المحتملة في المقارنات البيئية للأنظمة القابلة للإرجاع مقابل الأنظمة غير القابلة للإرجاع. حيث يستخدم الباحثون غالبًا منهجيات تحليل دورة الحياة لموازنة الاعتبارات العديدة والمتنوعة.لا تظهر بعض المقارنات نتائج واضحًا، ولكنها تُظهر وجهة نظر واقعية لموضوع معقد. 
تعتبر الحجج المؤيدة لإعادة استخدام القنينات أو إعادة تدويرها لمنتجات أخرى مقنعة. حيث تشير التقديرات إلى أنه في الولايات المتحدة وحدها، يستخدم المستهلكون 1500 قنينة مياه بلاستيكية كل ثانية، وفي المقابل يتم إعادة تدوير حوالي 23 ٪ فقط من البلاستيك PET ، وهو البلاستيك الذي تصنع منه قنينات المياه البلاستيكية ذات الاستخدام لمرة واحدة. وبالتالي، يتم هدر حوالي 38 مليارقنينة مياه سنويًا، أي ما يعادل حوالي مليار دولار من البلاستيك. ينفق المواطن الأمريكي الواحد 242 دولارًا أمريكيًا على قنينات المياه البلاستيكية ذات الاستخدام لمرة واحدة.وبالتالي فإن العواقب البيئية والتكلفة المرتبطة بقنينات المياه البلاستيكية القابلة لاعادة الاستخدام تعتبر دافعا قويا لإعادة استخدام القنينات.

## قنينات قابلة لإعادة الاستخدام في المنزل

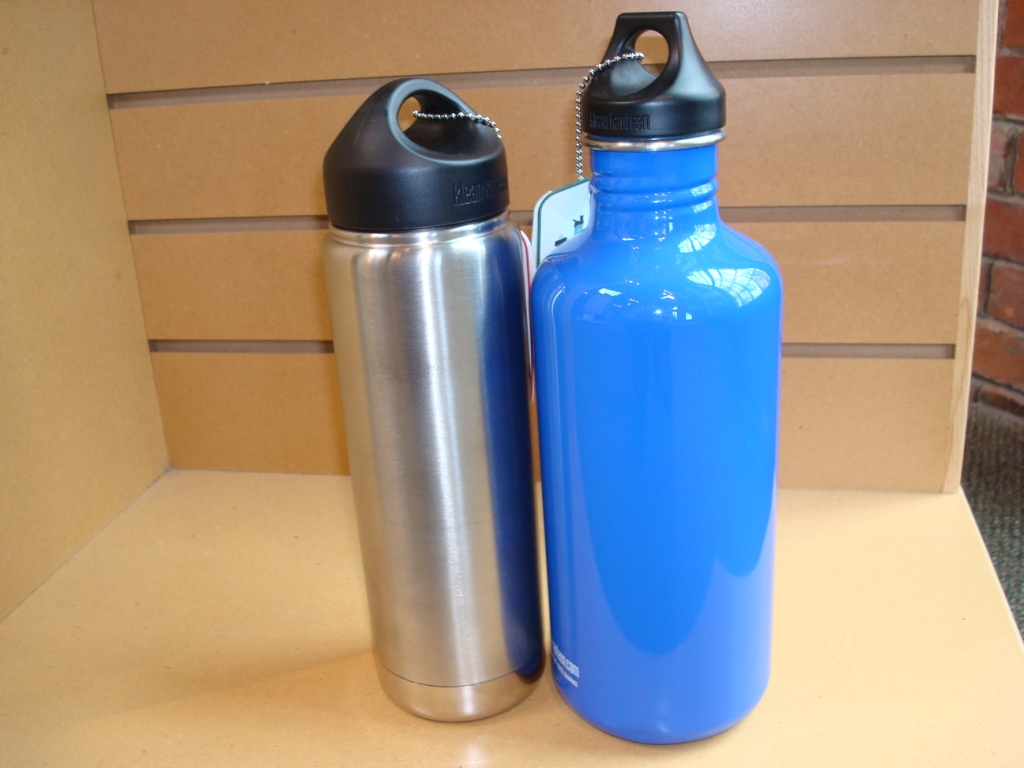
عبوات المياه المعدنية

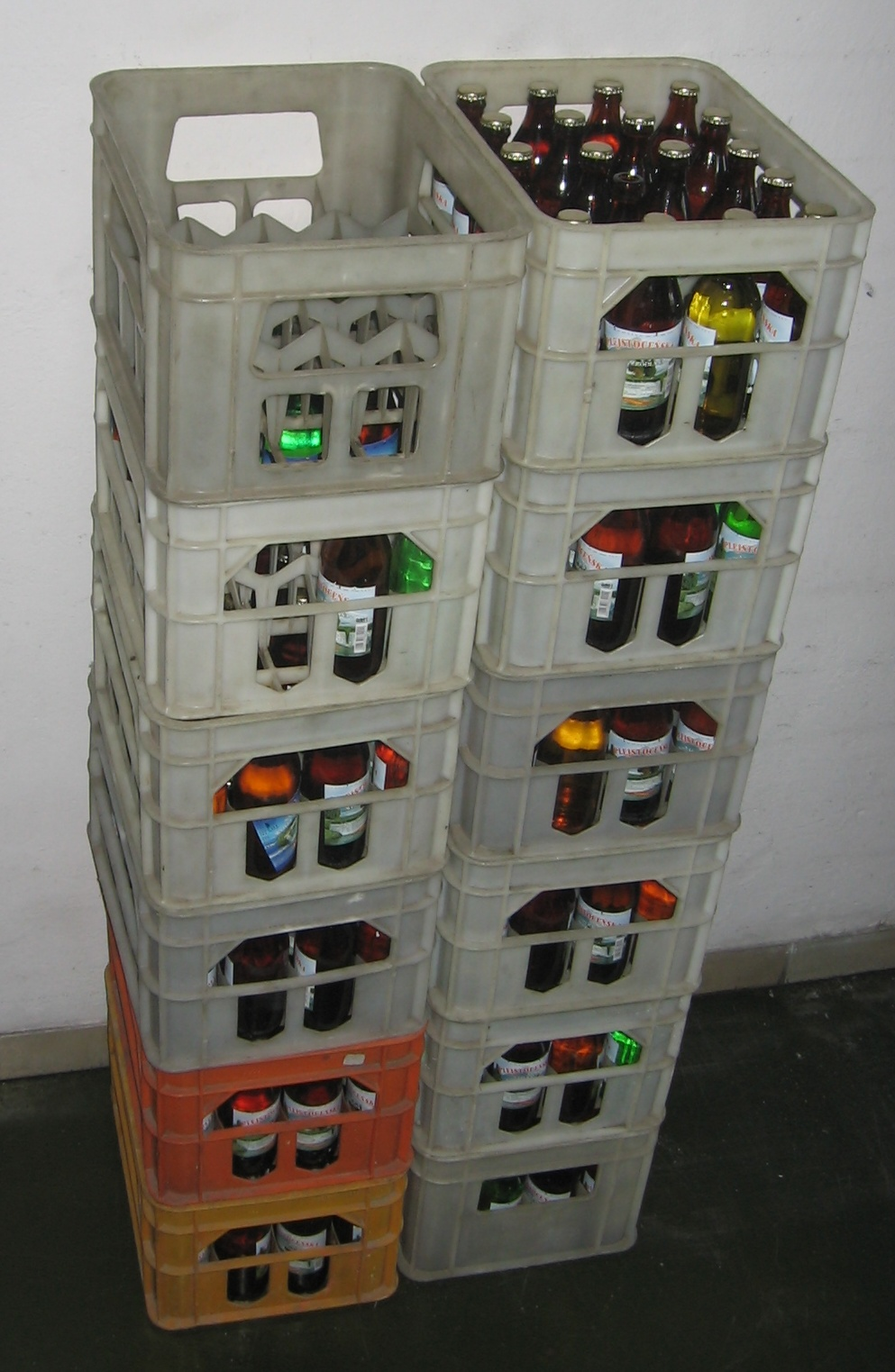
عبوات المياه المعدنية الزجاجية القابلة لإعادة الاستخدام في الصناديق

اكتسبت قنينات الشرب القابلة لإعادة استخدامها كقنينات للمياه والقهوة وصلصة السلطة والشوربة وأطعمة الأطفال وغيرها من المشروبات شعبية كبيرة في السنوات الأخيرة بسبب التكاليف والمشاكل البيئية المرتبطة بالقنينات البلاستيكية ذات الاستخدام الواحد. يعتبرالزجاج والألومنيوم والفولاذ المقاوم للصدأ والبلاستيك من المواد الشائعة الاستخدام في صنع قنينات المياه القابلة لاعادة الاستخدام.كما أن القنينات القابلة لإعادة الاستخدام تشمل كلا من القنينات ذات جدار العزل الأحادي والمزدوج. وتحتوي بعض عبوات الأطفال على كيس داخلي أو كيس يبطن العبوة يمكن استبداله بعد كل استخدام.

## مخاوف تتعلق بالصحة والسلامة المرتبطة بالعبوات القابلة لإعادة الاستخدام

### المخاوف المتعلقة بالبكتيريا
قد تحتفظ القنينات القابلة لإعادة الاستخدام بالبكتيريا. حيث يمكن أن تنتقل البكتيريا من فم أحد الأشخاص أثناء شربه من قنينة قابلة لإعادة الاستخدام إلى المشروب الموجود داخل هذه القنينة، وهذا بدوره يلوث كل من القنينة والماء الموجود بداخلها بالبكتيريا، وبالتالي فإن أحتمالية نمو البكتيريا أو الفطريات في السائل أثناء تخزينه كبيرة جدا؛ لذلك يوصى المستخدمون بتنظيف قنينات الشرب القابلة لإعادة الاستخدام جيدًا قبل استخدامها. كما ينبغي الانتباه أيضا إلى ضرورة غسل غطاء القنينة بعد كل استخدام لمرافق الصرف الصحي.
ذكر بعض الخبراء أنه ليس ثمة أي ضررمن إعادة استخدام قنينات الشرب الخاصة بك على الإطلاق، ولكن خطر انتقال البكتيريا الضارة يزداد إذا كنت ممن يتشارك قنينة الشرب مع الآخرين. يقول عالم الأحياء المجهرية في المركز الطبي بجامعة نبراسكا الدكتور بيت إوين: «إذا كنت أنا من سيستخدم القنينة ذاتها والجراثيم العالقة بها جراثيمي، فلن أكون قلقا حيال إعادة استخدام نفس القنينة، لكن المشكلة الأساسية تكمن عند مشاركة القنينة مع الآخرين لأن الميكروبات الموجودة على فمي قد تكون بالغة الضرر بالآخرين.» 

### المخاوف الكيميائية
تحتوي زجاجات الشرب البلاستيكية غالبًا على مادة Bisphenol A (BPA) الكيميائية، والتي يتم تصنيعها من البولي كربونات والتي تشترك في تحديد رمز الرانتج 7 مع المواد البلاستيكية الأخرى. وتعتبر مادة الفثالات من المواد الكيميائية الموجودة في قنينات الشرب، ولذلك تثير كل من هذه المواد الكيميائية الكثير من الجدل حول آمان استخدامها لأنها معروفة بتسببها في اضطرابات الغدد الصماء، والتي يمكن أن تتعارض مع الجهاز الهرموني في الجسم.
توصلت الدراسة التي أجرتها كلية الصحة العامة بجامعة هارفارد (HSPH) إلى أن نسبة مادة BPA الكيميائية في بول العينة المشاركة من الأفراد في البحث والذين شربوا من قنينات البولي - وهو البلاستيك الذي يشيع استخدامه في قنينات المياه البلاستيكية القابلة لإعادة الاستخدام، وقنينات شرب بلاستيكية أخرى، وقنينات الأطفال - قد زادت بمقدار الثلثين في أسبوعين فقط. وقد تبين أن التعرض لمادة BPA يتعارض مع تنمية التكاثر لدى الحيوانات كما يتم ربط التعرض لهذه المادة باحتمالية الإصابة بأمراض القلب والأوعية الدموية ومرض السكري لدى البشر. تعتبر هذه الدراسة لأولى من نوعها حيث تبين أن الشرب من قنينات البولي يزيد من مستوى BPA البولي، وبالتالي فإن ذلك يشير إلى أن قنينات الشرب المصنوعة من BPA هذه المادة الكيميائية في السائل الذي تحتويه وبالتالي يشربها الناس مع المشروب. وهذا بدوره يؤكد أن كمية BPA المؤخوذه نتيجة الشرب من هذه القنينات البلاستيكية كافية لزيادة مستوى BPA في بول الأشخاص الذين شربوا من تلك القنينات.
حظرت عدة دول استخدام المواد البلاستيكية التي تحتوي على مادة BPA المستخدمة في حفظ المياه والمواد الغذائية الأخرى. كما تعد تصفية الفثالات من PVC (رمز تعريف الراتنج 3) مصدر قلق أيضًا، ولكن PVC لم يعد يستخدم لقنينات المياه. [بحاجة لمصدر]

كما ويعتبر الألومنيوم مادة أخرى شائعة تستخدم في صناعة قنينات الشرب القابلة لإعادة الاستخدام. ومع ذلك، فإن لاستخدام الألومنيوم أيضا مخاوف حول السلامة الصحية؛ حيث كشفت دراسة أجرتها المكتبة الوطنية الأمريكية للطب، أن المعاهد الوطنية للصحة وجدت أن مستويات الألمنيوم كانت أعلى بنسبة 20 مرة في كبار السن منها لدى الأشخاص في منتصف العمر. كما أشارت الدراسة إلى وجود علاقة بين مستويات الألومنيوم و «كثافات علامات الشيخوخة والتشابك الليفي العصبي». علاوة على ذلك، وجد أن خفض كمية الألومنيوم في الدماغ عن طريق إزالة معدن ثقيل أظهر أنه يبطئ من تطور مرض الزهايمر. وبالتاي فإن هذه النقاش يصب حول ضرورة تقليل كمية الألمنيوم التي يتعرض لها الجسم، مما يجعل الألومنيوم أقل ملاءمة لصنع قنينات الشرب القابلة لإعادة الاستخدام.

### مغالطات في المواد المسرطنة
اشارت أحد رسائل الماجستير لأحد الطلبة في الجامعة بشكل خاطئ إلى أن إعادة غسل قنينات المياه البلاستيكية بشكل متكرر يمكن أن يؤدي إلى تحلل ثنائي إيثيل هيدروكسيل أمين (DEHA) في مياه الشرب، ويمكن أن تكون هذه المادة ضارة بصحة الإنسان. وقد تكررت نتائج هذا البحث من مصادر مختلفة وأصبحت أيضًا بريدًا إلكترونيًا متسلسلًا، تم الإعلان عنه لاحقا بأنه خدعة.  
ذكرت جمعية السرطان الأمريكية وأبحاث السرطان في المملكة المتحدة أن DEHA غير موجود في قنينات المياه البلاستيكية وحتى لو كان موجودا فهو ليس مادة مسرطنة معروفة.  

### الكتب والمراجع العامة
- Yam، KL، "Encyclopedia of Packaging Packaging"، John Wiley & Sons، 2009، (ردمك 978-0-470-08704-6)